# Lombard Insurance Classic
De Lombard Insurance Classic is een jaarlijks golftoernooi dat deel uitmaakt van de Sunshine Tour. Het toernooi werd opgericht in 2007 en wordt sinds de oprichting altijd gespeeld op de golfbaan van de Royal Swazi Spa Country Club in Mbabane, Swaziland.

## Winnaars
| Jaar | Winnaar           | Score | Score | Info                               |
| ---- | ----------------- | ----- | ----- | ---------------------------------- |
| 2007 | Peter Karmis      | 200   | –16   | [ 1 ]                              |
| 2008 | Merrick Bremner   | 198   | –18   | [ 2 ]                              |
| 2009 | Peter Karmis      | 198   | –18   | [ 3 ]                              |
| 2010 | Grant Muller po   | 201   | –15   | Won de play-off van TC Charamba    |
| 2011 | Justin Harding    | 202   | –14   | [ 5 ]                              |
| 2012 | Jake Roos po      | 199   | –17   | Won de play-off van Justin Harding |
| 2013 | Merrick Bremner   | 199   | –17   | [ 7 ]                              |
| 2014 | Christiaan Basson | 197   | –19   | [ 8 ]                              |
| 2015 | Dean Burmester    | 193   | –23   | [ 9 ]                              |

| Toernooirecord |  | po = winnaar na play-off |

 Dimension Data Pro-Am ·
 Joburg Open ·
 Afrika Open ·
 Tshwane Open ·
 Investec Cup ·
 Zimbabwe Open ·
 Zambia Open ·
 Zambia Sugar Open ·
 Royal Swazi Sun Open ·
 AfrAsia Bank Mauritius Open ·
 Lombard Insurance Classic ·
 Vodacom Origins of Golf Tour I ·
 Vodacom Origins of Golf Tour II ·
 Sun City Challenge ·
 Vodacom Origins of Golf Tour III ·
 Wild Waves Golf Challenge ·
 Vodacom Origins of Golf Tour IV ·
 Sun Boardwalk Golf Challenge ·
 BMG Classic ·
 Vodacom Origins of Golf Tour V ·
 Nedbank Affinity Cup ·
 Vodacom Origins of Golf Tour Finale